# Death Parade
A Death Parade (デス・パレード; Deszu Parédo; Hepburn: Desu Parēdo) egy 2015-ös japán anime televíziós sorozat, melyet Yuzuru Tachikawa hozott létre, írt meg és rendezett, míg a sorozat producere a Madhouse volt. A sorozat egy rövid, Death Billiards (デス・ビリヤード; Hepburn: Desu Biriyādo) nevű filmből nőtt ki, melyet a Madhouse eredetileg a Young Animator Training Project Anime Mirai 2013 rendezvényére készített, és 2013. március 2-án jelentetett meg. 
A televíziós sorozatot Japánban 2015. január 9. és március 27. között vetítették, Észak-Amerikában a Funimation, az Egyesült királyságban pedig az Anime Limited licencei alapján sugározták. Ausztráliában és Új-Zélandon a digitális vetítés jogát a Madman Entertainment szerezte meg.

## Bevezetés
A Death Parade műfaja pszichológiai dráma. Az anime az emberi természetet, erkölcsöt és az ítélkezés nehézségeit vizsgálja.
A történet egy titokzatos bárban, a Quindecimben játszódik. Erre a helyre haláluk után két ember érkezik, akik nem emlékeznek arra, hogyan kerültek oda. A bártulajdonos, Decim, egyben egy döntőbíró is, aki különböző játékokra kényszeríti az ide érkezőket – például dartsra, biliárdra vagy pókerre –, amely játékokon keresztül életük legmélyebb titkai és érzelmei kerülnek felszínre. A játékok célja, hogy Decim eldöntse, kinek a lelke reinkarnálódhat, és kinek a lelke kerül a semmibe, tehát veszik el örökre. Azonban egy titokzatos fekete hajú lány érkezése megkérdőjelezi Decim módszereit. 

## Szereplők

### Főszereplők
Decim (デキム; Hepburn: Dekimu)
Szinkronhangja: Tomoaki Maeno  (japán), Alex Organ (angol)
A 15. emeleten lévő  Quindecim bártendere, aki irányítja a Haláljátékot. Hobbiként azokról az emberekről készít próbabábut, akik felett már ítélkezett. Állítólag nincsenek emberi érzelmei. Azonban ő az első olyan utánzat vagy baba, aki Nona döntése értelmében emberi érzelmeket kapott.
Chiyuki (知幸; Hepburn: Chiyuki)
Szinkronhangja: Asami Seto  (japán), Jamie Marchi (angol)
Egy olyan ember, akinek nincsenek emlékei saját életéről, és saját nevére sem emlékszik, és csak "a fekete hajú nőként" (黒髪の女; Hepburn: kurokami no onna) emlegetik. A Quindecimnél asszisztens, aki azt tanulmányozza, a döntőbírók milyen eszközöket használnak döntéseik meghozatalakor.

### Döntőbírók
Nona (ノーナ; Hepburn: Nōna)
Szinkronhangja: Rumi Ōkubo  (japán), Jad Saxton (angol)
Decim főnöke, ő irányítja az egész tornyot, eredetileg a 90. emeleten dolgozott, és néha ő irányítja a játékot.
Ginti (ギンティ; Hepburn: Ginti)
Szinkronhangja: Yoshimasa Hosoya  (japán), Robert McCollum (angol)
Egy másik bártender, aki a 20. emeletet elfoglaló Viginti bárt irányítja. Ő is a Haláljáték irányítói közé tartozik. A 6. részben Mayu inkább vele marad, mintsem hogy ítélkezzenek felette.
Clavis (クラヴィス; Hepburn: Kuravisu)
Szinkronhangja: Kōki Uchiyama  (japán), Z. Charles Bolton (angol)
Ewgy olyan szereplő, aki mindig a liftkebn szerepel, és folyamatosan mosolyog.
Quin (クイーン; Hepburn: Kuīn)
Szinkronhangja: Ryōko Shiraishi  (japán), Anastasia Muñoz (angol)
Az infotmációs iroda egyik tagja, aki Decim előtt a Quindecim bárt irányította.
Castra (カストラ; Hepburn: Kasutora)
Szinkronhangja: Ryōka Yuzuki  (japán), Morgan Garrett (angol)
Nő bukósisakban, aki világszerte irányítja az elhalálozásokat, és ő dönt arról, melyik lelket melyik  döntőbíró elé állítsák.
Oculus (オクルス; Hepburn: Okurusu)
Szinkronhangja: Tesshō Genda  (japán), Jeremy Schwartz (angol)
Egy állítólagos isten, aki azzal tölti az idejét, hogy galaktikus labdajátékot játszik.

## Fordítás
Ez a szócikk részben vagy egészben  a   Death Parade című angol Wikipédia-szócikk ezen változatának fordításán alapul.  Az eredeti cikk szerkesztőit annak laptörténete sorolja fel. Ez a jelzés csupán a megfogalmazás eredetét és a szerzői jogokat jelzi, nem szolgál a cikkben szereplő információk forrásmegjelöléseként.